# One Cent Thief
《One Cent Thief》为Astro Originals制作，改编自历史真实事件的2022年至2025年马来西亚系列电视剧。剧集第一季于2022年10月8日起通过Astro Ria、Astro Vinmeen、Astro双星及PRIMEtime，第二季于2025年1月31日起通过Astro Ria、Astro Citra、Astro Vinmeen同步播出。

## 剧情简介

### 第一季
「金钱不是万恶之源，没钱才是万恶之源」
没有大学文凭的银行员工Iman Shah（Syafiq Kyle 饰）是低薪一族。月薪仅有2000令吉的他迫切需要支付9万令吉的手术费用以及偿还父亲欠下的高利贷。他选择利用他高超的黑客技术，入侵了其就职的Bintang银行系统，并从银行的每个客户的银行账户中偷走一仙（一分钱），筹得了不少钱。后来，Iman的上司离奇死亡。他担心自己制作的病毒邮件东窗事发而打算销毁证据。殊不知，他的好友兼同事已经发现了他的秘密...
原本打算改邪归正的Iman再次被现实逼得走投无路，他突然想到国家不止有一家银行。于是，他决定再次利用他的黑客技术把钱拿到手...

### 第二季
第一季事件发生三个月后，伊曼·沙阿继续奋战，试图扳倒贩毒集团头目伊布·扎拉。扎拉在成功涉足政坛后，势力日渐强大。在网络犯罪集团“数字业力”（Digital Karma）头目阿什（Ash）或陈（Chen，她曾在星光银行（Bintang Bank）的同事）的帮助下，他们策划了一项大胆的行动，抢劫伊布·扎拉的非法资金并将其分发给民众。然而，当伊布·扎拉利用其政治影响力扭曲法律，使像因坦（Intan）这样的机构难以起诉她的罪行时，挑战变得更加艰巨。

## 演员阵容
- 沙菲宜·凯尔 饰演 Iman Shah，无大学文凭的银行普通职员，拥有超强的黑客技术。[2][7][8]
  - Syed Irfan 饰演 Iman（年轻时期）[2]
- 法伊扎·侯赛因 饰演 Shah Karim[2]
- 阿兹拉·莎菲娜 饰演 Intan[2][9][10]
  - Airiezara Jasmin 饰演 Intan（年轻时期）[2]
- 吕杨 饰演 Ash Lee[2]
- 索菲亚·简 饰演 Zara的母亲[2]
- 阿洪得兰·萨哈德万 饰演 Devan[2]
- 阿米鲁·阿芬迪 饰演 Kadak[2]
- 苏慧敏 饰演 Irene[2]
- Sathisvaran Magesvaaran 饰演 Dinesh[2]
- 克里希纳·库马尔·奈尔（Krishna Kumar Nair） 饰演 Sathish[2]
- 鲁比·鲁比妮（Rubi Rubini） 饰演 Mimi[2]
- 阿米尔·纳菲斯 饰演 Wan Zairol[2]
- Fadhli Masoot 饰演 Shemad[2]
- 阿叻扎·莎丹 饰演 Iman的母亲[2]
- 再因·哈密 饰演 Redza
- 道格拉斯·林 饰演 Inspector Lim
- 翠莎·黄 饰演 Diyana @ D
- 沙鲁·伊扎尼 饰演 Dzia
- 托尼·尤索夫 饰演 亚历克斯·佩雷拉
- 莊家世恩 饰演 David
- 阿齐兹·M·奥斯曼 饰演总统 Tuan Seri Khalid Ilyas
- Pushpa Narayan 饰演 Malini
- Irfan Zaini 饰演 Mohan

### 客串出演
- 纳兹尔·拉萨 饰演 行人
- 安瓦里·阿什拉夫 饰演 丹尼
- 基努·阿兹曼 饰 新闻播音员
- 卢克曼·哈利兹 饰 新闻播音员

## 发行
剧集第一季从2022年10月8日起每周六晚上9点在Astro Ria、Astro Vinmeen、Astro双星及PRIMEtime等四个频道以不同语言同步播出。
为了宣传这个系列，我们创建了一个特别电视频道，即《一分钱小偷》弹出频道，该频道将于2022年11月23日至12月4日在Astro100频道播出，所有8集和4个独家内容都可以在这个频道上观看。
剧集第二季从2025年1月31日起每周五晚上9点在Astro Ria、Astro Citra及Astro Vinmeen等三个频道以不同语言同步播出。